# Gmina Jaktorów
Gmina Jaktorów – vesnická gmina v Mazovském vojvodství, v okrese Grodzisk Mazowiecki. V letech 1975-1998 byla gmina umístěna ve Vojvodství Skierniewice.
Sídlem gminy je Jaktorów.
Podle informací z 30. června 2004 v gmině žije 9885 osob.

## Struktura území
Gmina Jaktorów se rozprostírá na území velikosti 55,24 km², z toho:
- využití zemědělské: 78 %
- využití lesního hospodářství: 8 %

Gmina představuje 15,06% povrchu okresu.

## Demografie
Data z 30. června 2004:
| Opis                            | Celkem | Celkem | Ženy | Ženy | Muži | Muži |
| ------------------------------- | ------ | ------ | ---- | ---- | ---- | ---- |
| jednotka                        | osob   | %      | osob | %    | osob | %    |
| populace                        | 9885   | 100    | 5053 | 51,1 | 4832 | 48,9 |
| hustota osídlení (obyvatel/km²) | 178,9  | 178,9  | 91,5 | 91,5 | 87,5 | 87,5 |

Podle dat z roku 2002 činí průměrný plat obyvatele 1236,34 zł.

## Starostenstva
Do gminy Jaktorów náleží 14 starostenství :
- Bieganów
- Budy-Grzybek
- Budy Michałowskie
- Budy Zosine
- Grądy
- Henryszew
- Jaktorów (2 starostenství)
- Jaktorów-Kolonia
- Międzyborów
- Sade Budy
- Stare Budy (2 starostenství)

## Nestarostenské sídelní jednotky
- Chylice
- Chylice-Kolonia
- Chylice-Osada
- Grabnik
- Jaktorów-Osada
- Kołaczek
- Mariampol
- Maruna

## Sousední gminy
Baranów, Grodzisk Mazowiecki, Radziejowice, Wiskitki, Żyrardów